# سلیمان خان میکده
سلیمان خان میکده (زادهٔ ۱۲۴۷ – درگذشته ۱۳۱۱) از رجال سیاسی دوره قاجار بود، که از افراد تأثیرگذار در انقلاب مشروطه به‌شمار می‌آمد. وی در دوره سوم مجلس شورای ملی نماینده نایین بود. جلسات انجمن باغ میکده در باغ شخصی وی برگزار می‌شد.
سلیمان‌خان در حالی که معاون وزیر جنگ بود، اندکی قبل از به توپ بستن مجلس، به دستور محمدعلی‌شاه، دستگیر شد و چندین ماه را در زندان باغ شاه سپری نمود. پس از فتح تهران، از زندان آزاد شد و به معاونت وزارت مالیه منصوب گردید و برای مدتی نیز معاون وزارت داخله را برعهده داشت و در کابینه فتح‌الله اکبر، وزیر دادگستری بود.

## زندگی
میرزا سلیمان خان میکده زادهٔ سال ۱۲۴۷ بود، که پسر میرزا علی مستوفی آشتیانی، متخلص به میکده، نوهٔ میرزا یوسف آشتیانی، نتیجهٔ حاج میرزا عبدالله خلف و از نوادگان میرزا کاظم آشتیانی بود. سلیمان خان پیش از وقوع انقلاب مشروطه، مستوفی اول و سررشته دار کل وزارت لشکر بود، سپس به وزرات دارایی رفت و در آنجا با میرزا نصرالله ملک‌المتکلمین آشنا شد و به همین مناسبت دخترش به ازدواج مهدی ملک‌زاده؛ پسر ملک‌المتکلمین درآمد. در زمانی که معاضدالسلطنه پیرنیا حاکم یزد بود، میرزا سلیمان خان را نایب الحکومه نایین کرد و او تا پانزدهم بهمن ۱۲۹۲ در این سمت بود. سپس به نمایندگی نایین در مجلس شورای ملی انتخاب شد.

## انجمن باغ میکده
جلسات انجمن باغ میکده در باغ وی تشکیل می‌شد، از تأثیر اعضاء این انجمن در اوضاع سیاسی دوران قاجار نمی‌توان به سادگی گذشت. انجمن باغ میکده، انجمنی سری بود که در راستای حذف حکومت قاجار فعالیت می‌نمود.
میرزا نصرالله ملک المتکلمین، سید جمال الدین واعظ و حاج میرزا یحیی دولت‌آبادی(که هر ۳ متهم به بابی گری بودند و البته بعدها نوه دولت آبادی با انتشار اسناد بر این امر صحه قطعی نهاد) و دیگر تکاپوگران مشروطه با هم مسلکان شان در مخالفت با حکومت قاجار، در باغ میرزا سلیمان خان میکده جمع می‌شدند تا با تمرکز بیشتری به فعالیت‌های انقلابی خود به پردازند. تکاپوهای ایشان، سرانجام، به نقش آفرینی اساسی در تکوین جنبش مشروطه و نیز دخالت در پیشرفت آن انجامید.
گروه مؤسس، در تاریخ ۱۲ ربیع‌الاول ۱۳۲۲ در اقدامی بی‌سابقه و جسورانه اقدام به دعوت عده‌ای مورد اطمینان نمودند. برای محل تجمع باغ سلیمان خان میکده را انتخاب نمودند. چند نفر از جمله سید جمال الدین واعظ و ملک المتکلمین و شیخ محمدمهدی شریف کاشانی سخنرانی هائی نموده و سپس قطعنامه‌ای در ۱۸ ماده خوانده و تصویب گردید، مطالب مهم آن در ارتباط با نحوه مبارزه با دربار، جلب نظر روحانیان، روشن کردن افکار عمومی با سخنرانی‌ها در مجالس مختلف و نوشتن و ارسال شرایط و وضع ایران به مطبوعات خارج از کشور بود. این گروه در نهایت با تدابیر علی‌اصغرخان اتابک =امین السلطان از هم پاشیده، ماهیت آن افشاء و اعضای آن شناخته شده و به حبس و تبعید گرفتار شدند. سلیمان خان در سال ۱۳۱۱ شمسی چند ماه پس از سکته میرزا حسن مستوفی الممالک فوت شد و شائبه حذف افراد انجمن میکده توسط دولت بریتانیا به حقیقت نزدیک شد